# Campionat d'escacs de l'Àfrica
El campionat d'escacs de l'Àfrica és un torneig d'escacs que es disputa per determinar el campió d'escacs del continent africà.
El primer campionat es va disputar el 1998, i hi empataren al primer lloc Ibrahim Hasan Labibi i Mohamed Tissir amb 7/10 punts, però fou el primer qui es quedà amb el títol.
L'edició de 2007 fou un torneig Zonal de FIDE (Zonal 4) classificatori per la Copa del Món de 2007, dins el cicle pel Campionat del món de 2009. Sis jugadors es classificaren per la Copa del Món de 2007: MI Robert Gwaze (Zimbabwe), MI Pedro Aderito (Angola), MI Essam El Gindy (Egipte), GM Bassem Amin (Egipte), GM Ahmed Adly (Egipte), i MF Khaled Abdel Razik (Egipte).

## Quadre d'honor
| Any     | Ciutat   | Guanyador                    | Guanyadora                   |
| ------- | -------- | ---------------------------- | ---------------------------- |
| 1998    | El Caire | Ibrahim Hasan Labib (Egipte) |                              |
| 1999    | Agadir   | Mohamed Tissir (Marroc)      |                              |
| 2001    | El Caire | Hichem Hamdouchi (Marroc)    | Asma Houli (Algèria)         |
| 2003    | Abuja    | Essam El-Gindy (Egipte)      | Farida Arouche (Algèria)     |
| 2005    | Lusaka   | Ahmed Adly (Egipte)          | Tuduetso Sabure (Botswana)   |
| 2007    | Windhoek | Robert Gwaze (Zimbabwe)      | Mona Khaled (Egipte)         |
| 2009    | Trípoli  | Bassem Amin (Egipte)         | Melissa Greef (South Africa) |
| 2011    | Maputo   | Ahmed Adly (Egipte)          | Mona Khaled (Egipte)         |
| 2013    | Tunis    | Bassem Amin (Egipte)         | Shrook Wafa (Egipte)         |
| 2014[2] | Windhoek | Kenny Solomon (Sud-àfrica)   | Shrook Wafa (Egipte)         |
| 2015[3] | El Caire | Bassem Amin (Egipte)         | Mona Khaled (Egipte)         |
| 2016    | Kampala  | Abdelrahman Hesham (Egipte)  | Shrook Wafa (Egipte)         |
| 2017    | Orà      | Bassem Amin (Egipte)         | Shahenda Wafa (Egipte)       |